# Пежемский, Максим Гелиевич
Максим Гелиевич Пежемский (род. 30 марта 1963, Зея, Амурская область) — советский и российский кинорежиссёр, сценарист и продюсер.

## Биография
В 1991 году окончил факультет культурно-просветительской работы Ленинградского института культуры по специальности «Руководитель самодеятельной кинофотостудии». Работал руководителем детской кинофотостудии, ассистентом оператора на киностудии «Леннаучфильм».
С 1987 года в составе киногруппы «Че-паев» снимал короткометражные фильмы. В 1997 году вышли сразу две его художественные картины: «Жёсткое время» (продюсер Александр Антипов) и «Мама, не горюй» (снималась на студии «СТВ»).
Режиссёр юмористического сериала «Наша Russia», ситкомов «Интерны» и «Зайцев+1».

## Общественная позиция
В марте 2014 году подписал письмо «Мы с Вами!» «КиноСоюза» в поддержку Украины.

## Фильмография

### Режиссёр
- 1990 — Переход товарища Чкалова через Северный полюс
- 1993 — Пленники удачи
- 1996 — Жёсткое время
- 1998 — Мама, не горюй
- 2000 — Чёрная комната (новелла «Цветок жизни»)
- 2003 — Как бы не так
- 2005 — Мама не горюй 2
- 2006—2007 — Наша Russia (1 и 2 сезон)
- 2008 — Любовь-морковь 2
- 2009 — 9 мая. Личное отношение (новелла «Выпей за меня»)
- 2010 — 2012 — Интерны
- 2011 — Зайцев+1 (1 сезон)
- 2013 — Студия 17
- 2013 — Интерны. Полное обследование
- 2018 — Света с того света
- 2018 — Неженское дело
- 2020 — Проект «Анна Николаевна»
- 2020 — Окаянные дни (новелла «Массаж по удалёнке»)
- 2022 — Закрыть гештальт
- 2025 — Папа Миа

### Сценарист
- 1990 — Переход товарища Чкалова через Северный полюс
- 1993 — Пленники удачи
- 1993 — Никотин
- 1996 — Жёсткое время
- 1997 — Мама, не горюй
- 2005 — Мама, не горюй 2

### Продюсер
- 2018 — Света с того света (креативный продюсер)